# Sablatnig P III
Die Sablatnig P III war ein deutsches Zivilflugzeug der Sablatnig Flugzeugbau GmbH.

## Geschichte und Konstruktion
Die Sab P III wurde 1918 von Hans Seehase als spezielles Verkehrsflugzeug ausgelegt. Der rechteckige Rumpf des abgestrebten Hochdeckers war eine Holzkonstruktion und mit Sperrholz beplankt. Die Tragflächen waren mit Stoff bespannt. Bei der Landung wurde die Sab P III mittels Schleifsporns gebremst, da das starre Fahrwerk weder gebremst noch gefedert war. Das Flugzeug zeichnete sich durch einen geringen Benzinverbrauch und einen komfortablen Einstieg aus. Die beiklappbaren Flügel und das Leitwerk, die den Bahntransport gestatteten, waren technische Neuerungen wie auch die Möglichkeit der Kontrolle lebenswichtiger Einrichtungen durch den Piloten. Dieser befand sich in einem offenen Cockpit auf dem Rumpf, während für die Passagiere eine geschlossene beheizbare Kabine mit Beleuchtung und einem Mahagonitisch mit Aschenbecher und elektrischem Zigarrenanzünder zur Verfügung stand. Der Bordmechaniker saß links hinter dem Piloten. Die Landestrecke von 135 Metern und die für den Start benötigte Strecke von 165 Metern ermöglichten den Anflug der zahlreichen deutschen Verkehrsflugplätze, die Rollbahnen mit Längen unter 400 Metern besaßen.

## Versionen
Die Passagiersitze konnten mit geringem Aufwand entfernt werden, so dass die Maschine schnell zum Frachtflugzeug umgebaut werden konnte. Die Sanitätsversion war zum Transport einer liegenden Person mit zwei Begleitern konzipiert. Außerdem gab es eine Version für Luftbildaufnahmen, bei der das Reihenbildgerät in der Mitte der Kabine angebracht war.

## Nutzung

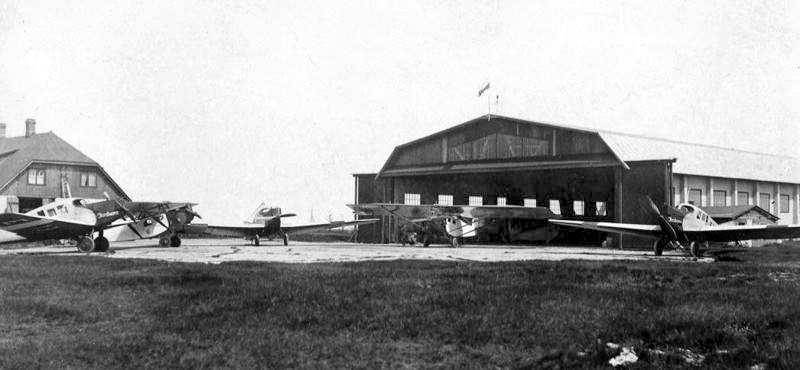
P III und Junkers F 13 etwa 1925 in Tallinn-Lasnamäe im Einsatz bei Aeronaut

Ab 1919 wurde sie von der Luftverkehr Sablatnig, später Lloyd Luftverkehr Sablatnig, im Linienverkehr eingesetzt. Weitere Maschinen waren bei der Deutschen Luft-Reederei im Einsatz und kamen von dort 1926 zur Lufthansa. Die Maschine wurde unter anderem von der Deutschen Luft Hansa als D-143 „Biene“, D-171 „Hummel“, D-581 „Libelle“, D-770 „Mücke“, D-984 „Ameise“ geflogen. Die Außerdienststellung erfolgte in den 1930er-Jahren.
Zwölf bei der Waggonfabrik Dwigatel in Reval 1922/23 gebaute Maschinen wurden mit den Registrierungen „E-1“ bis „E-12“ bei der Fluggesellschaft Aeronaut in Estland eingesetzt.

## Technische Daten

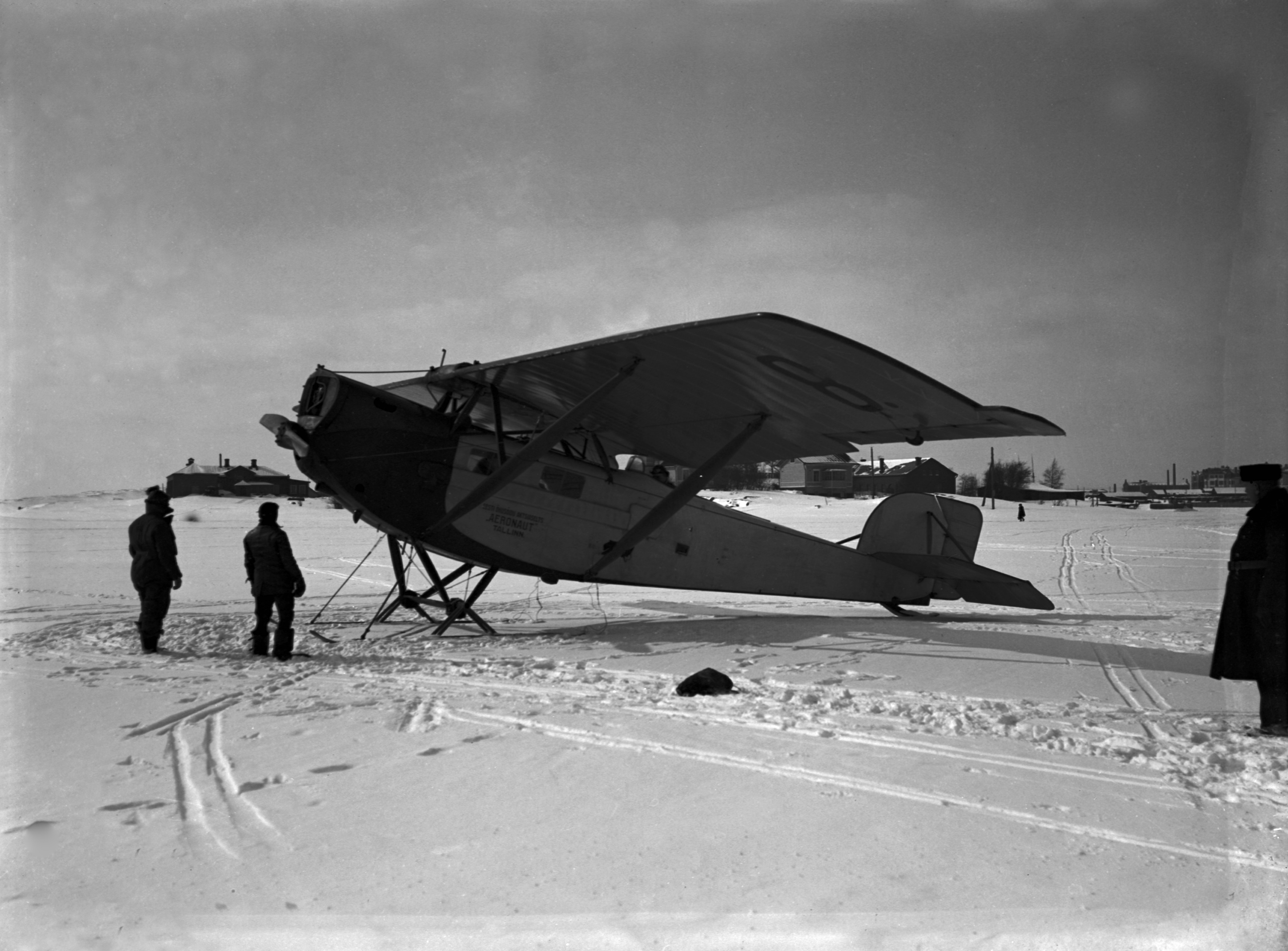
Lizenzbau Dwigatel P III der Aeronaut mit Skifahrwerk

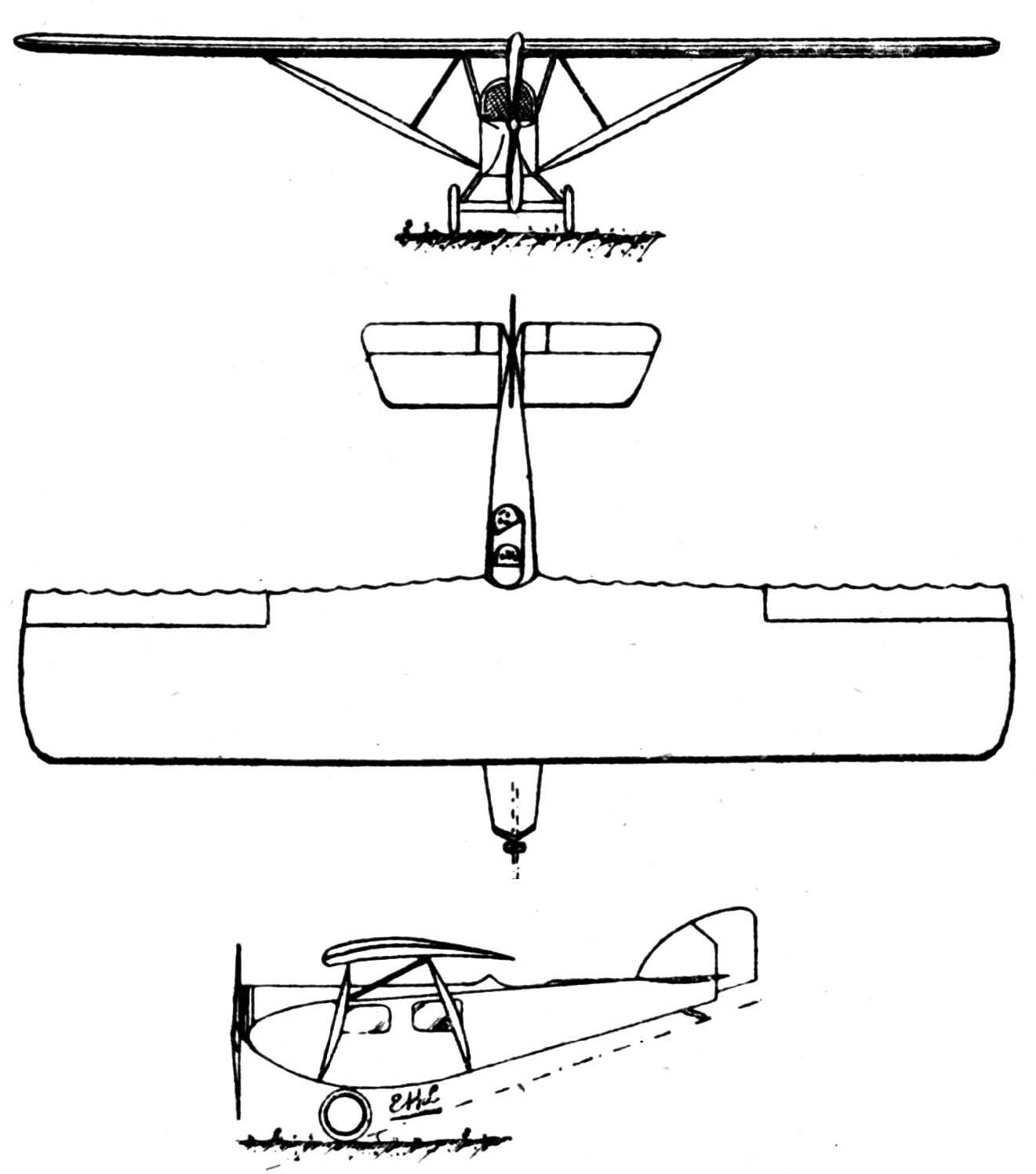
Dreiseitenansicht

| Kenngröße              | Daten |
| ---------------------- | --- |
| Besatzung              | 2 (Pilot und Bordmechaniker) |
| Passagiere             | max. 6 |
| Länge                  | 8,94 m |
| Spannweite             | 16,00 m |
| Höhe                   | 3,25 m |
| Flügelfläche           | 47,00 m² |
| Flügelstreckung        | 5,4 |
| Leermasse              | 1334 kg |
| Startmasse             | 2184 kg |
| Zuladung               | 850 kg |
| Nutzlast               | 450 kg |
| Triebwerk              | ein 6-Zylinder-Reihenmotor Maybach Mb IVa; 260 PS (ca. 190 kW)                                                                            |
| alternative Triebwerke | Benz Bz IV, 200 PS (ca. 150 kW) Armstrong Siddeley Puma, 240 PS (ca. 180 kW) BMW IV, 220 PS (ca. 160 kW) Junkers L 2, 230 PS (ca. 170 kW) |
| Reisegeschwindigkeit   | 150 km/h auf Meeresspiegelhöhe |
| Höchstgeschwindigkeit  | 170 km/h auf Meeresspiegelhöhe |
| Reichweite             | 450 km |